# Broye-les-Loups-et-Verfontaine
Broye-les-Loups-et-Verfontaine is een gemeente in het Franse departement Haute-Saône (regio Bourgogne-Franche-Comté) en telt 105 inwoners (2011). De plaats maakt deel uit van het arrondissement Vesoul.

## Geografie
De oppervlakte van Broye-les-Loups-et-Verfontaine bedraagt 7,2 km², de bevolkingsdichtheid is dus 14,6 inwoners per km².
De onderstaande kaart toont de ligging van Broye-les-Loups-et-Verfontaine met de belangrijkste infrastructuur en aangrenzende gemeenten.

## Demografie
Onderstaande figuur toont het verloop van het inwonertal (bron: INSEE-tellingen).

1. ↑  Populations de référence 2022.